# Januário Correia de Almeida
Januário Correia de Almeida ComTE • GCC • GCA • MOBS • MOCE • GCNSC (Paço de Arcos, Oeiras, 31 de març de 1829 — Paço de Arcos, Oeiras, 27 de maig de 1901), 1r Baró de São Januário, 1r Vescomte de São Januário i 1r Comte de São Januário, fou un militar, governador colonial, polític i diplomàtic portuguès.

## Família
Fill de Januário Correia de Almeida (c. 1805 - 1835), Fidalgo Cavaleiro da Casa Real, Tresorer General de l'Armada, i de la seva dona Bárbara Luísa dos Santos Pinto (c. 1800 - 1860), era germà de Bárbara Carolina Correia de Almeida i de Carlos Correia de Almeida, casat amb Vitória Januário da Silva. Net patern d'un altre Januário Correia de Almeida (c. 1780 - 1835), Fidalgo da Casa Real, i de la seva dona Margarida Correia, i net matern de João dos Santos Pinto, Cavaller de l'Orde Militar de Crist, i de la seva dona Ana Honorata, i besnet de Manuel Correia i de la seva dona Margarida do Carmo de Almeida, filla de José de Almeida i de la seva dona Joaquina Tomásia. el seu pare era cosí germà del 1r Vescomte i 1r Comte de Paço de Arcos.

## Biografia

### Carrera militar
Es va incorporar voluntàriament com a militar al Batalló de Caçadors Núm. 2 el 4 de novembre de 1842 i, després d'assistir a l'acadèmia militar, fou ascendit a Alferes de Cavalleria el 22 de desembre de 1846. A continuació, va ingressar a la Facultat de Ciències de la Universitat de Coimbra, on es va llicenciar en Matemàtiques i Filosofia. Posteriorment va tornar a l'acadèmia militar, ja graduat com a Tinent, i allà va finalitzar el curs de l'Estat major l'any 1856, on va esdevenir Enginyer civil i Enginyer militar. Desenvolupà la seva carrera militar a l'Estat major.

### Carrera civil
La seva carrera civil va ser molt més important, des que l'any 1857 fou nomenat Director d'Obres Públiques del Districte de Cap Verd, i, com a tal, va recórrer totes les illes de l'arxipèlag i la costa de Guinea-Bissau, en aquella època governada per Honório Pereira Barreto, António Pereira Mouzinho de Albuquerque Cota Falcão, João José Corsino Peres i António Cândido Zagalo. Correia de Akmeida dirigí les reparacions de la Fortaleza de São José da Amura entre 1858 i 1860, ja en el lloc de Capità. Va escriure un llibre sobre aquesta possessió, Um Mez Guiné, que es va publicar a Lisboa l'any 1859. En 1860 fou designat 82è Governador de Cap Verd, succeint Sebastião Lopes de Calheiros e Meneses, on es retirà l'any 1861 per haver finalitzat la seva comissió. Els capverdians li van oferir una Espasa d'Honor i una Medalla d'or, en reconeixement pels molts beneficis aportats. Com a Director d'Obres Públiques, va ordenar construir el moll del Port de Praia, la Cambra Municipal, casernes i carreteres a l'Illa de Santiago, les duanes a les illes de São Vicente i de Fogo i altres obres importants; com a Governador, va fundar el Liceu de la ciutat de Praia, va regularitzar el servei de correus, i va reformar molts serveis.
Quan va tornar a Portugal fou designat Director d'Obres Públiques en els Districtes de Braga i Viana do Castelo. El 15 de gener de 1862 fou nomenat 14è Governador Civil del Districte de Funchal i, uns mesos després, el 20 d'octubre de 1862, va ocupar el lloc de 25è Governador Civil del Districte de Braga fins al 26 de desembre de 1864. Fou ascendit a Capità el 19 de març de 1863. En febrer de 1864 fou designat Comissari Regi del Districte de Vila Real per investigar sobre certes irregularitats comeses en les Eleccions Municipals, i ho feu de tal manera que va rebre les lloances del Parlament. Posteriorment fou destinat al Districte de Porto com a 24è Governador Civil a finals de 1864, on va promoure l'Exposició Universal de 1865. Va militar en el Partit Progressista, i el 30 de juliol de 1865 fou escollit Diputat per la Circumscripció Electoral. Va tornar a ser 26è Governador Civil del Districte de Porto entre el 8 de setembre de 1865 i el 7 de gener de 1868. En un Decret de 10 de febrer de 1866, el rei Lluís I de Portugal li va concedir el títol de 1r Baró de São Januário, i el mateix rei l'elevà a 1r Vescomte de São Januário, per Decret del 9 de setembre de 1867.
L'any 1870 partí com a 95è Governador General de l'Índia Portuguesa, càrrec que ocupà fins al 1875. Durant el seu mandat va reorganitzar l'administració, va fer encunyar moneda nova, va reprimir els bandits i va visitar tots els dominis de l'Índia Portuguesa. Correia de Almeida va haver de fer front a una revolta militar, i es va fer respectar de tal manera que les tropes enviades des de Lisboa, a la corbeta Estefânia i al vapor Índia, sota el comandament de l'Infant Augusto de Bragança, Duc de Coimbra, no van arribar a entrar en acció. A Bombai va publicar, l'any 1872, un llibre titulat Duas Palavras Acerca da Última Revolta do Exército da Índia.
El 23 de març de 1872, Correia de Almeida fou designat 60è Governador de Macau i 51è Governador de Timor (subordinat a Macau) fins al 7 de desembre de 1874, on va reafirmar les seves grans qualitats d'energia i prudència, defensant Macau quan la ciutat fou envaïda pels pirates xinesos.
L'any 1874 fou designat Ministre plenipotenciari de la Xina, Japó i Siam, aconseguint que la Xina reconegués els drets de Portugal a la Península de Hainan, i va organitzar el servei consular al Japó.

### Vida acadèmica
Correia de Almeida va tornar a Lisboa l'any 1875 i fou un dels fundadors de la Societat Geogràfica de Lisboa, de la qual fou president honorari. Fou Soci de l'Academia das Ciências de Lisboa, Vicepresident de l'Academia Indochinesa de Paris, etc. Va ser ascendit a Major el 21 de gener de 1876.

### Diplomàtic a Sud-amèrica
En 1878 fou designat encarregat de negocis de totes les Repúbliques de Sud-amèrica, i entre les seves tasques cal destacar diversos tractats comercials. També va establir el servei consular a Sud-amèrica. Fou ascendit a Tinent Coronel el 3 de setembre de 1879.

### Ministre i Conseller
El 2 de Julho de 1880 fou nomenat Ministre per primer cop, en un gabinet presidit per Anselmo Braamcamp Freire, qui li va encarregar la cartera de Marina i Ultramar. Va ser ascendit a Coronel l'11 d'abril de 1884. Va tornar al poder en 1886, en un govern presidit per José Luciano de Castro, responsabilitzant-se de la cartera de Guerra. El rei Lluís I de Portugal, en decret del 27 d'abril de 1889, li va concedir el títol de 1r Comte de São Januário. Va ser ascendit a General de Brigada el 30 de juny de 1893 i a General de Divisió el 13 de maig de 1896. L'any 1896 va assumir el comandament de la Primera Divisió militar i fou també Comandant de l'Estat Major i de l'Acadèmia Militar. Va ser Ajudant de camp del Rei Lluís I i Conselheiro de Sua Majestade Fidelíssima.

## Condecoracions
Januário Correia de Almeida va rebre les següents condecoracions:
- Gran Creu de l'Orde Militar de Crist de Portugal (? de ? de 18??)
- Gran Creu de l'Orde de la Immaculada Concepció de Vila Viçosa de Portugal (? de ? de 18??)[5]
- Gran Creu de l'Orde Militar d'Avis de Portugal (? de ? de 18??)
- Comanador de l'Orde Militar de la Torre i Espasa, del Valor, Lleialtat i Mèrit de Portugal (? de ? de 18??)
- Medalla d'Or de Serveis Distingits de Portugal (? de ? de 18??)
- Medalla d'Or de Comportament Exemplar de Portugal (? de ? de 18??)
- Gran Creu de l'Orde d'Isabel la Catòlica d'Espanya (? de ? de 18??)
- Gran Creu del Mèrit Militar d'Espanya (? de ? de 18??)
- Gran Creu de l'Orde de Sant Maurici i Sant Llàtzer de Sardenya i d'Itàlia (? de ? de 18??)
- Gran Creu de l'Orde de la Corona de Siam (? de ? de 1874)
- Gran Creu de la Reial Orde de Cambodja (? de ? de 1874)
- Gran Creu de l'Orde de Leopold de Bèlgica (? de ? de 18??)
- Gran Creu de l'Orde de l'Espasa de Suècia (? de ? de 18??)
- Gran Creu de l'Orde del Sol Naixent del Japó (? de ? de 1874)
- Dignatari de l'Orde de la Rosa de Brasil (? de ? de 18??)
- Gran Oficial de la Legió d'Honor de França (? de ? de 18??)
- Gran Oficial de l'Orde de la Instrucció Pública de França (? de ? de 18??)